# Aloe deflexidens
Aloe deflexidens é uma espécie de liliopsida do gênero Aloe, pertencente à família Asphodelaceae.